# Richard Hakluyt

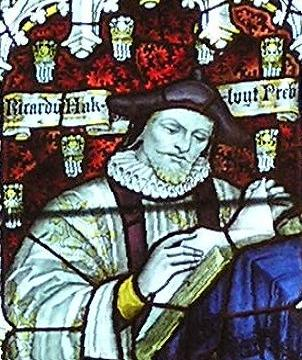
Richard Hakluyt representado en la vidriera de la catedral de Bristol.

Richard Hakluyt (?, c. 1552 - Londres, 23 de noviembre de 1616) fue un escritor, traductor e historiador inglés, conocido especialmente por su apoyo en favor de los asentamientos ingleses en Norteamérica.
Entre 1583 y 1588 fue capellán y secretario del embajador inglés en la corte francesa Edward Stafford. Ordenado sacerdote, desempeñó puestos de importancia en la catedral de Bristol y en la abadía de Westminster, y fue capellán de Robert Cecil, secretario de estado de Isabel I y de Jacobo I. Fue el principal promotor de la solicitud a Jacobo I de la patente real de 1606 que autorizaba la colonización inglesa de Virginia. 

## Obras
Entre sus obras destacan las siguientes, todas ellas sin traducción completa conocida al español:
- Divers Voyages Touching the Discoverie of America and the Islands Adjacent unto the Same, Made First of All by Our Englishmen and Afterwards by the Frenchmen and Britons: With Two Mappes Annexed Hereunto, publicado en Londres en 1582.
- A Particuler Discourse Concerninge the Greate Necessitie and Manifolde Commodyties That Are Like to Growe to This Realme of Englande by the Westerne Discoueries Lately Attempted, 1584.
- The Principall Navigations, Voiages, and Discoveries of the English Nation: Made by Sea or Over Land to the Most Remote and Farthest Distant Quarters of the Earth at Any Time within the Compasse of These 1500 Years, Londres, 1589.
- The Principal Navigations, Voiages, Traffiques and Discoueries of the English Nation, Made by Sea or Overland... at Any Time Within the Compasse of these 1500-1600 Yeeres.
- Voyages and Discoveries: Sir Anthony Shirley. Londres.

Entre sus trabajos también se cuentan las traducciones al inglés de varios autores franceses y españoles: Jacques Cartier, René Goulaine de Laudonnière, Pedro Mártir de Anglería, Antonio Galvão y Hernando de Soto.
Tras su muerte, sus manuscritos fueron recopilados por su contemporáneo Samuel Purchas, quien compuso con ellos su obra Hakluytus Posthumus.